# Pseudothalestris sarsi
Pseudothalestris sarsi är en kräftdjursart som beskrevs av A. Scott 1909. Pseudothalestris sarsi ingår i släktet Pseudothalestris och familjen Thalestridae. Inga underarter finns listade i Catalogue of Life.